# 1973 au Yukon
Chronologie du Yukon
- 1969
- 1970
- 1971
- 1972
- 1973
- 1974
- 1975
- 1976
- 1977

Cette page concerne des événements d'actualité qui se sont produits durant l'année 1973 dans le territoire canadien du Yukon.

## Politique
- Commissaire : James Smith (en)
- Législature : 22e

## Événements
- Fondation d'une distinction l'Ordre de Polaris.
- 14 février : L'infigène de la fraternité a prononcé « Aujourd'hui ensemble pour nos enfants demain » marque le début du processus des revendications territoriales du Yukon.
- 9 juillet : Cinq conseillers municipaux de Whitehorse démissionnent pour protester contre un conflit de compétence du Conseil territorial du Yukon, laissant le conseil sans un quorum pour la conduite des affaires de la ville; le maire Bert Wybrew a également été rejeté en tant que maire au cours de cette période de la gouvernance du comité.
- 20 septembre : Lors d'une élection partielle à la mairie, Bert Wybrew est réélu maire de Whitehorse.
- Décembre : Bert Wybrew quitte ses fonctions du maire de Whitehorse, trois mois après sa réélection et le poste du maire restera vacant jusqu'à l'an prochain.

## Naissances
- 28 décembre : Ryan Leef, député fédéral de la circonscription du territoire du Yukon (2011-2015).